# Telicota mesoptis
Bướm phi tiêu nhãn hẹp (Telicota mesoptis) là một loài bướm thuộc Họ Bướm nhảy. Chúng được tìm thấy ở Úc (miền bắc Gulf và đông bắc bờ biển của Queensland), the quần đảo Aru, Irian Jaya, the quần đảo Kei và Papua New Guinea.
Sải cánh dài khoảng 30 mm.
Ấu trùng ăn Panicum maximum và Sorghum verticilliflorum.

## Phụ loài
- Telicota mesoptis mesoptis (Lower, 1911)  -Lower's Grass Dart or Lower's Darter (northern Gulf and đông bắc bờ biển của Queensland, the Aru Islands, the Kei Islands)